# Semicúpula

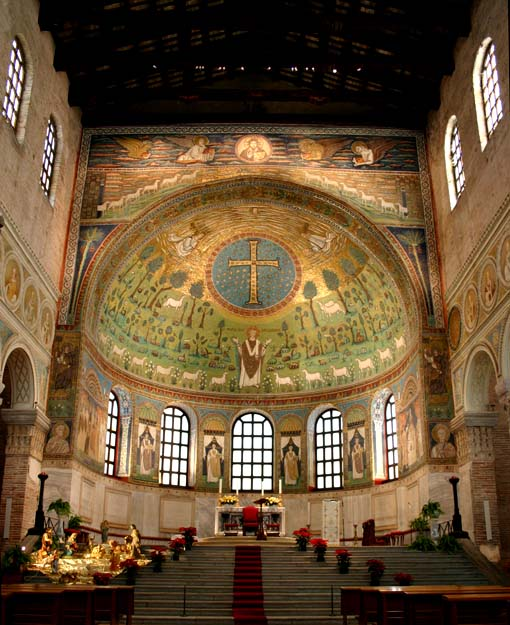
Típica abside cristã/bizantina do início do período, com uma cúpula semi-hemisférica decorada com mosaico (Basílica de Santo Apolinário em Classe, em Ravena)

Semicúpula, em arquitetura, refere-se a meia cúpula ou um quarto de esfera, como a cobertura de uma área semi-circular, como uma abside. Abóbada esferoidal de volta inteira.